# Tiefpflügen

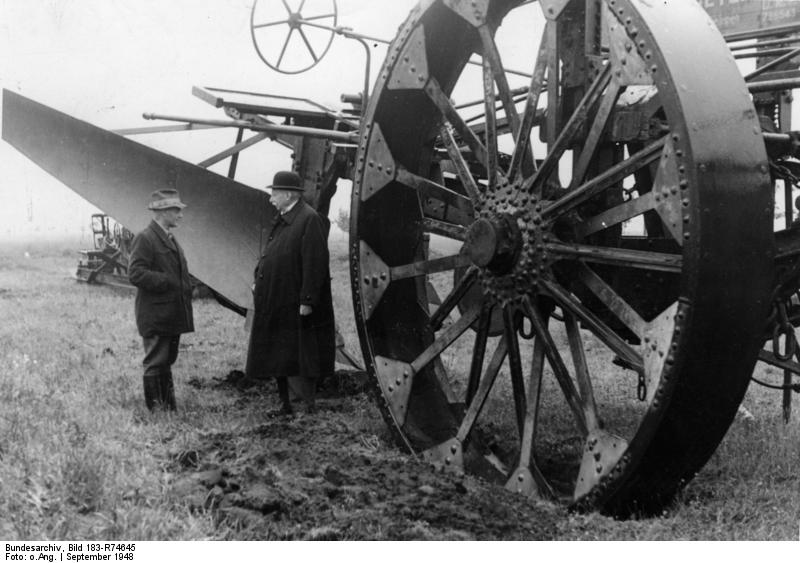
Von Lokomobilen gezogener Seilpflug bei der Moorkultivierung, 1948

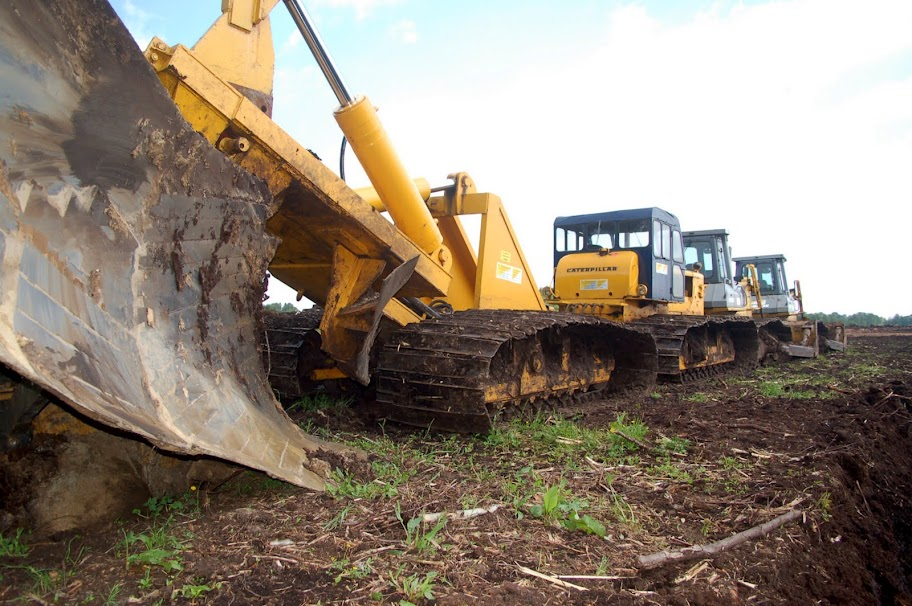
Von drei Raupenschleppern im unmittelbaren Zug gezogener Tiefpflug mit eigenem Raupenfahrwerk bei der Moorkultivierung

Tiefpflügen, auch als rigolen (von französisch rigole = ‚Rinne‘ bzw. französisch rigoler = ‚umgraben‘ bzw. ‚tief pflügen‘) oder früher als Rajolen oder Rejolen bezeichnet, ist eine landwirtschaftliche Maßnahme zur Melioration oder zur Moorkultivierung. Hierbei wird der Boden mit einem Tiefpflug (auch Rigolpflug, Rajolpflug oder Tiefgangpflug genannt) tiefgründig, d. h. nach DIN 1185 mehr als 60 cm tief, maximal bis circa 2,5 Meter tief, umgebrochen.
Ziel des Tiefpflügens ist das Überkippen des Oberbodens und Unterbodens, so dass sich im Bodenprofil eine schräge Wechselschichtung aus drainierenden Unterbodenschichten und wasserspeicherndem humosen Oberboden ergibt, und/oder das Aufbrechen wasserundurchlässiger Ortsteinschichten im Unterboden.

## Anlass und Verfahren
Bei der Kultivierung von Heidelandschaften ist der Ausgangsboden meist ein Podsol. Durch das Tiefpflügen kann der verfestigte Ortstein im Unterboden aufgebrochen werden, der sonst die Durchwurzelung verhindert und zur Bildung von Staunässe führt. Außerdem wird der ausgelaugte Oberboden mit der Rohhumusauflage vermischt, so dass nach Stickstoffdüngung und Kalkung zur Hebung des meist zu niedrigen pH-Wertes ein landwirtschaftlich nutzbarer Boden entsteht.
Zur Melioration von Parabraunerde-, Pseudogleyböden wird durch Tiefpflügen der Tonanreicherungshorizont im Unterboden aufgebrochen, um die Bildung von Staunässe zu verhindern und den Boden tiefgründig zu lockern.
Bei der Moorkultivierung wird das Anmoor, ein geringmächtiges Moor oder der Rest eines ausgetorften Moores mit dem darunterliegenden Mineralboden überkippt. Das Hochbringen des Mineralbodens verbessert die Durchlässigkeit, Wasserkapazität und Durchwurzelbarkeit des Bodens, so dass er landwirtschaftlich nutzbar wird.
Die durch einen einmaligen Tiefenumbruch entstandenen Böden zeigen eine typische Streifenabfolge der miteinander verpflügten Horizonte und werden als Treposole bezeichnet. Bei mehrmaligen Umbrüchen entsteht ein tiefgründig homogener Bereich. Der so entstehende Boden ist ein Rigosol.
Zwischen 1938 und 1978 wurden in Nordwestdeutschland (Niedersachsen, Schleswig-Holstein und Nordrhein-Westfalen) rund 180.000 ha Land durch Tiefpflügen urbar gemacht.

## Geschichte und Technik
Das Tiefpflügen ist erst seit dem späten 19. Jahrhundert möglich, seitdem mit dem Dampfpflug Antriebsmaschinen zur Verfügung standen, mit der die bei tierischer Zugkraft möglichen Pflugtiefen um rund 200 % überschritten werden konnten.

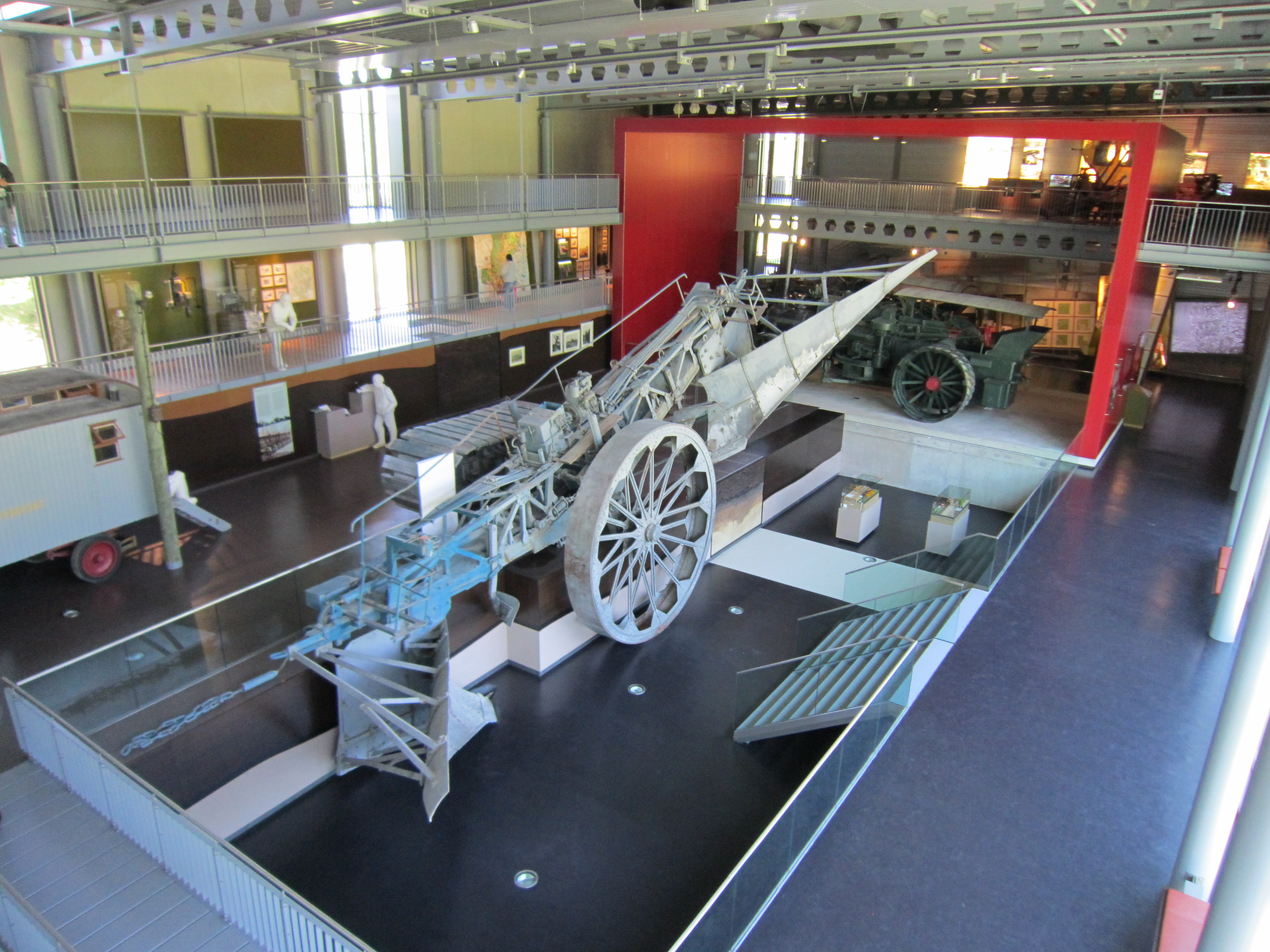
Museal aufgestellter, seilgezogener Kipppflug zur Moorkultivierung. Man beachte das Raupenfahrwerk auf der sogenannten Landseite des Pfluges, also das auf dem wenig tragfähigen Moorboden fahrende Teil des Pfluges.

Zuvor wurde bei der holländischen Fehnkultur mit dem Spaten von Hand rigolt. Für einen Hektar Hochmoorfläche war (bei einem Meter Arbeitstiefe) so ein Arbeitskräftebedarf von 8500 Arbeitskräftestunden (Akh) erforderlich. Mit dem Dampfpflug verringerte sich dieser bei gleicher Arbeitstiefe auf 60 Akh/ha, im motorischen Zug mit Raupenschleppern auf rund 20 Akh/ha.
Beim Tiefpflügen mit dem Dampfpflug wurde der Pflug mittels Seilen zwischen zwei (oder teilweise auch zwei Paaren von) Lokomobilen, die sich gegenüberstehend an den Rändern des Feldes aufgestellt waren und nach jedem Durchgang ein Stück weit bewegt wurden, hin und her gezogen. Betrug die Leistung der Dampflokomobilen bei geringerer Arbeitstiefe anfänglich je rund 100 PS, so wurden, aufgrund des mit zunehmender Arbeitstiefe überproportional steigenden Kraftbedarfes, zuletzt gegebenenfalls vier Dampflokomobile mit je 500 PS Leistung eingesetzt. Für einen Tiefpflugsatz mit vier Lokomobilen waren elf Arbeitskräfte erforderlich, die maximale Tagesleistung betrug ca. 2 ha.
Mit dem Aufkommen leistungsfähiger Rad- und Raupenschlepper ab der zweiten Hälfte des 20. Jahrhunderts wurden die von Dampflokomobilen gezogenen Seilpflüge durch auf dem zu pflügenden Land fahrende Traktoren ersetzt, allerdings ist auch bei diesen zum Teil Mehrfachtraktion nötig. Der Arbeitskräftebedarf beträgt auch bei Mehrfachtraktion nur noch drei bis fünf Personen. Neben Pflügen mit eigenem Fahrwerk finden auch Anbaupflüge Verwendung.
Bei manchen Böden besteht die Gefahr, dass eine bestehende Humusschicht zerstört wird.